# Ernesto Giménez Caballero
Ernesto Giménez Caballero (Madrid, 2 d'agost de 1899 - 14 de maig de 1988) fou un escriptor espanyol. Fundador i director de La Gaceta Literaria (1927-1932), va ser un destacat representant de l'art avantguardista. Fou un dels creadors ideològics del feixisme espanyol al costat de Ramiro Ledesma Ramos.

## Biografia
Ernesto Giménez Caballero és fill d'una família d'orígens humils que amb el temps ascendeix socialment cap a la petita burgesia madrilenya en tant que el pare arribarà a ser el propietari d'una impremta de la capital espanyola que sobretot rep els encàrrecs de l'administració espanyola, molt habituals quan es produeix un canvi de govern i apareix la famosa figura del "cesante". Educat dins l'ambient de la Institución Libre de Enseñaza estudiarà Filosofia i Lletres a la Universitat Central de Madrid.
El 1920 aconsegueix una plaça a la Universitat d'Estrasburg que deixarà poc temps després per allistar-se com a "soldado de cuota" en l'exèrcit espanyol al cap de poc del batalla d'Annual el 1921 a la Guerra del Rif. D'aquesta experiència neix la seva primera obra, Notas marruecas de un soldado, editada a càrrec seu a la impremta paterna el 1923, i que li durà alguns problemes jurídics que podrà resoldre favorablement. Després d'aquesta experiència bèl·lica, Giménez Caballero torna a la Universitat d'Estrasburg com a lector d'espanyol. Durant aquesta segona estada coneixerà qui serà la seva dona, Edith Sironi, germana del cònsol italià a la ciutat del Rhin i a més entusiasta del feixisme de Benito Mussolini.
El 1924, ja de retorn a Madrid, Giménez Caballero escriu articles a El Sol i a la Revista de Occidente editada pel filòsof José Ortega y Gasset, de qui se sentirà ràpidament hereu. És en aquests moments quan adopta el seu famós pseudònim de Gecé, fent servir les inicials dels seus cognoms, i quan entrarà en contacte amb l'ambient de les vanguardes literàries. Fruit d'això, el 1927 l'escriptor crea La Gaceta Literaria, revista que, durant els primers anys de vida, va ser el portaveu de les avantguardes literàries. La Gaceta inclou articles en català i en portuguès responent a una mena d'ideologia iberista i d'un imperialisme hispànic dins el qual Giménez Caballero creu que pot encabir Catalunya. Durant aquests darrers anys de la dècada dels vint, Giménez Caballero està entre el món avantguardista hispànic i unes primeres mirades cap al feixisme italià aleshores triomfant en el poder. Serà a partir del 1928, arran d'un viatge a diferents capitals europees, quan acompanyat de l'escriptor feixista italià Curzio Malaparte, Giménez Caballero se sent un entusiasta admirador del feixisme italià. El seu entusiasme farà que a partir d'aquí Gecé es proposi adaptar el pensament polític de Mussolini a l'Estat espanyol. D'aquest període destaca la publicació de Genío de España (1932) o La nueva catolicidad, subtitulat Teoría general sobre el fascismo en Europa. En aquestes obres Giménez Caballero intenta crear un feixisme hispànic: allò que representa tradicionalment a Espanya és el catolicisme i és això la que l'agermana amb Itàlia i permetrà regenerar Occident.
Pel camí s'ha proclamat la Segona República Espanyola i Gecé ha col·laborat en el setmanari fexista de Ledesma Ramos (qui alhora col·laborà en algun moment a La Gaceta) La Conquista del Estado i ha buscat el seu particular Duce: Francesc Cambó o fins i tot Francesc Macià. Desenganyat, Gecé s'apartarà de Catalunya que motivaría posteriorment la frase que pronunciarà per la ràdio barcelonina al cap de pocs dies de ser conquerida la capital catalana per les tropes franquistes: "te maté porque eras mía". Militarà primer a les Juntas de Ofensiva Nacional-Sindicalistas de Ledesma Ramos i després a Falange Española de Primo de Rivera, de qui se n'apartaria el 1935.
Giménez Caballero participarà en la Guerra Civil Espanyola i durant el franquisme només podrà aconseguir alguns càrrecs menors: "consejero nacional de Falange" l'agost del 1939, per exemple o el 1958 ambaixador al Paraguai durant catorze anys. Durant la Segona Guerra Mundial, fins i tot fou el propugnador d'un matrimoni entre Adolf Hitler i Pilar Primo de Rivera. Finalment, mor a Madrid el 1988 havent deixat com a llibre de memòries una obra amb el títol de Memorias de un dictador.

## Obres
- , 1983.
- Carteles [per Gecé], Espasa Calpe, Madrid, 1927.
- Los toros, las castañuelas y la Virgen. 3 ensayos folklóricos de España. 3 resucitamientos de España, Caro Raggio, Madrid, 1927.
- Yo, inspector de alcantarillas (epiplasmas), Biblioteca Nueva, Madrid, 1928. Reedició amb pròleg de Edward Baker, Turner, Madrid, 1975.
- Hércules jugando a los dados, La Nave, Madrid, 1928. Reedició amb pròleg de Inocencio Galindo i Enrique Selva, Los Libros del Innombrable, Zaragoza, 2000.
- Circuito imperial, Cuadernos de La Gaceta Literaria, Madrid, 1929.
- Traducción y prólogo («Carta a un compañero de la Joven España») a Curzio Malaparte, En torno al casticismo de Italia, Caro Raggio, Madrid, 1929.
- Julepe de menta, Cuadernos de La Lectura, Madrid, 1929.
- Cataluña ante España, Cuadernos de La Gaceta Literaria, Madrid, 1930.
- Trabalenguas sobre España. Itinerarios de Touring-Car. Baedecker espiritual de España, Compañía Ibero-Americana de Publicaciones, Madrid, 1931.
- El Robinsón Literario de España (o la República de las Letras), Edición de bibliófilo, Ediciones de La Gaceta Literaria, Madrid, 1932.
- Genio de España. Exaltaciones a una resurrección nacional y del mundo, Ediciones de La Gaceta Literaria, Madrid, 1932. 8.ª edició, amb pròleg de Fernando Sánchez Dragó i epíleg de Rafael García Serrano, Planeta, Barcelona, 1983.
- Manuel Azaña (Profecías españolas), Ediciones de La Gaceta Literaria, Madrid, 1932. Reedició amb un apèndix de Jean Bécarud, Turner, Madrid, 1975.
- La nueva catolicidad. Teoría general sobre el Fascismo en Europa: en España, Ediciones de La Gaceta Literaria, Madrid, 1933.
- El Belén de Salzillo en Murcia. Origen de los nacimientos en España, Premio Nacional de literatura, Ediciones de La Gaceta Literaria, Madrid, 1934.
- Arte y Estado, Gráfica Universal, Madrid, 1935. Reedición con estudio preliminar de Enrique Selva, Biblioteca Nueva, Madrid, 2009.
- Exaltación del matrimonio. Diálogo de amor entre Laura y don Juan, Sociedad General Española de Librería, Madrid, 1936. 3a edició: Fundación Universitaria Española, Madrid, 1982.
- Exaltaciones sobre Madrid hechas a los pueblos de España y a los pueblos del mundo, Ediciones Jerarquía,[s. l.], 1937.
- Roma risorta nel mondo, Premio internacional San Remo, trad. de Carlo Boselli, Editore Ulrico Hoepli, Milano, 1938.
- España y Franco, Ediciones «Los combatientes", Fascículo doctrinal Fe y Acción nº 1, Cegama (Guipúzcoa), 1938.
- Manifiesto a España, Publicaciones del Comité Nacionalista Español en Venezuela, Impresores Unidos, Caracas, 1938.
- El vidente, La Novela del Sábado, Genio y Hombres de España, Sevilla, 1939.
- Triunfo del 2 de mayo, Ediciones Los Combatientes, Fe y Acción, Fascículo doctrinal n.º 3, Madrid, 1939.
- Camisa azul y boina colorada, Ediciones Los Combatientes, Madrid, 1939.
- Roma madre, Ediciones Jerarquía, Madrid, 1939.
- ¡Hay Pirineos! Notas de un alférez en la IVª de Navarra sobre la conquista de Port-Bou, Editora Nacional, Madrid, 1939.
- Los secretos de la Falange, Ediciones Yunque, Barcelona, 1939.
- La juventud y España, Ediciones para el bolsillo de la camisa azul, Departamento Nacional de prensa y propaganda del SEU, Madrid, [s.a.]
- Lengua y Literatura de España, 6 volúmenes, Imprenta E. Giménez, Madrid, 1940-1949.
- La infantería española, Ediciones de la Vicesecretaría de Educación Popular, Madrid, 1941.
- Amor a Cataluña, Editorial Ruta, Madrid, 1942.
- ¡Despierta, Inglaterra! Mensaje a Lord Holland, Ediciones Toledo, Madrid, 1943.
- La matanza de Katyn. Visión sobre Rusia, Imprenta E. Giménez, Madrid, 1943.
- España nuestra. El libro de las juventudes españolas, Ediciones de la Vicesecretaría de Educación Popular, Madrid, 1943.
- Madrid nuestro, Ediciones de la Vicesecretaría de Educación Popular, Madrid, 1944.
- Amor a Andalucía, Editora Nacional, Madrid, 1944.
- Teatro escolar. Historia representable del Drama Religioso en España (Del siglo XII al siglo XVII). El misterio español de Cristo. Imprenta E. Giménez, Madrid, 1945.
- Afirmaciones sobre Asturias, Diputación Provincial de Asturias, Oviedo, 1945.
- El cine y la cultura humana, Ediciones de Conferencias y Ensayos, Bilbao, 1945.
- Don Ernesto o El Procurador del Pueblo en las Cortes Españolas, EPESA, Madrid, 1947.
- Amor a Galicia (progenitora de Cervantes), Editora Nacional, Madrid, 1947.
- Amor a Argentina (o el genio de España en América), Editora Nacional, Madrid, 1948.
- Amor a Méjico (a través de su cine), Seminario de Problemas Hispanoamericanos, Madrid, 1948.
- Amor a Portugal, Ediciones Cultura Hispánica, Madrid, 1949.
- Relaciones de España con la providencia, Ediciones para el bolsillo de la camisa azul, Departamento Nacional de Propaganda del Frente de Juventudes, Madrid, 1949. Reedició, ampliada: Talleres del Sagrado Corazón de Jesús, Madrid, 1949.
- La Europa de Estrasburgo. Visión española del problema europeo, Instituto de Estudios Políticos, Madrid 1950. Ed. francesa: L'Europe de Strasbourg. Vision Espagnole du Problème Européen, Éditions P. H. Heitz, Strasbourg, 1950.
- Teatro escolar. Historia representable del entremés en España (del siglo XV al siglo XX). Vida del estudiante español, Imprenta E. Giménez, Madrid, 1950.
- Norteamérica sonríe a España, Madrid, 1952.
- Lengua y literatura de la Hispanidad. Síntesis, Imprenta E. Giménez, Madrid, 1953.
- El mundo laboral en los clásicos españoles, Imprenta E. Giménez, Madrid, 1953.
- La lengua de España y el mundo laboral, Imprenta E. Giménez, Madrid, 1953.
- Valladolid. La ciudad más romántica de España, Publicaciones Españolas («Temas españoles» n.º 75), Madrid, 1954. Reimpressió: 1959.
- Maravillosa Bolivia (Clave de América), Ediciones Cultura Hispánica, Madrid, 1957.
- Revelación del Paraguay, Espasa-Calpe, Madrid, 1958.
- Bahía de todos os santos e de todos os demônios. Desenhos de Lenio, Publicações da Universidade da Bahia, Salvador de Bahía, 1958.
- Universal Cartagena, Editorial Baladre, Cartagena, 1958.
- Lengua y Literatura de la Hispanidad en textos pedagógicos (para la enseñanza en España, América y Filipinas) 3 volums (I Los Orígenes, II Renacimiento y Barroco, y III Ilustración, Romanticismo, Hispanidad), Imprenta E. Giménez, Madrid, 1963-1965.
- El dinero y España, Afrodisio Aguado, Madrid, 1964.
- Paulo VI y su Iglesia, Ministerio de Educación Nacional, Dirección General de Enseñanza Media, Madrid, 1965.
- Genio hispánico y mestizaje, Editora Nacional, Madrid, 1965.
- Asunción, capital de América, Ediciones Cultura Hispánica, Madrid, 1971.
- Las mujeres de América, Editora Nacional, Madrid, 1971.
- Junto a la tumba de Larra, Editorial Salvat/Alianza Editorial (Colección RTV, nº 99), Estella, 1971.
- Rizal, Publicaciones Españolas («Temas españoles» n.º 525), Madrid, 1971.
- Sindicalismo y socialismo en España, Organización Sindical Española, Ediciones y Publicaciones Populares, Madrid, 1972.
- Cabra la cordobesa (Balcón poético de España), Premio Juan Valera, Publicaciones Españolas («Temas Españoles» n.º 533), Madrid, 1973.
- Cartageneras, Publicaciones Españolas («Temas Españoles», n.º 541), Madrid, 1975. 2ª edición: Ediciones Isabor, Murcia, 2007.
- El procurador del pueblo y su cronicón de España, Ediciones Umbral, Madrid, 1975.
- Memorias de un dictador, Planeta, Barcelona, 1979. 2ª edición [abreviada], 1981.
- Don Quijote ante el mundo (Y ante mí), Inter American University Press, Puerto Rico, 1979.
- Julepe de menta y otros aperitivos, Planeta, Barcelona, 1981.
- Retratos españoles (bastante parecidos), Planeta, Barcelona, 1985.
- E. Giménez Caballero. Prosista del 27 (Antología), edició de Enrique Selva Roca de Togores, Anthropos (Suplementos, n.º 7), Barcelona, 1988.
- Visitas literarias de España (1925-1928), edició i pròleg de Nigel Dennis, Pre-textos, Valencia, 1995.
- Casticismo, nacionalismo y vanguardia, selecció i pròleg de José-Carlos Mainer, Fundación Santander Central Hispano, Madrid, 2005.
- Gacetas y meridianos. Correspondencia Ernesto Giménez Caballero/Guillermo de Torre (1925-1968), edició de Carlos García i María Paz Sanz Álvarez, Iberoamericana/Vervuert, Madrid/Frankfurt am Main, 2012.